# Coursan

Coursan este o comună în departamentul Aude din sudul Franței. În 1 ianuarie 2022 avea o populație de 5.762 de locuitori.